# Luca De Silva

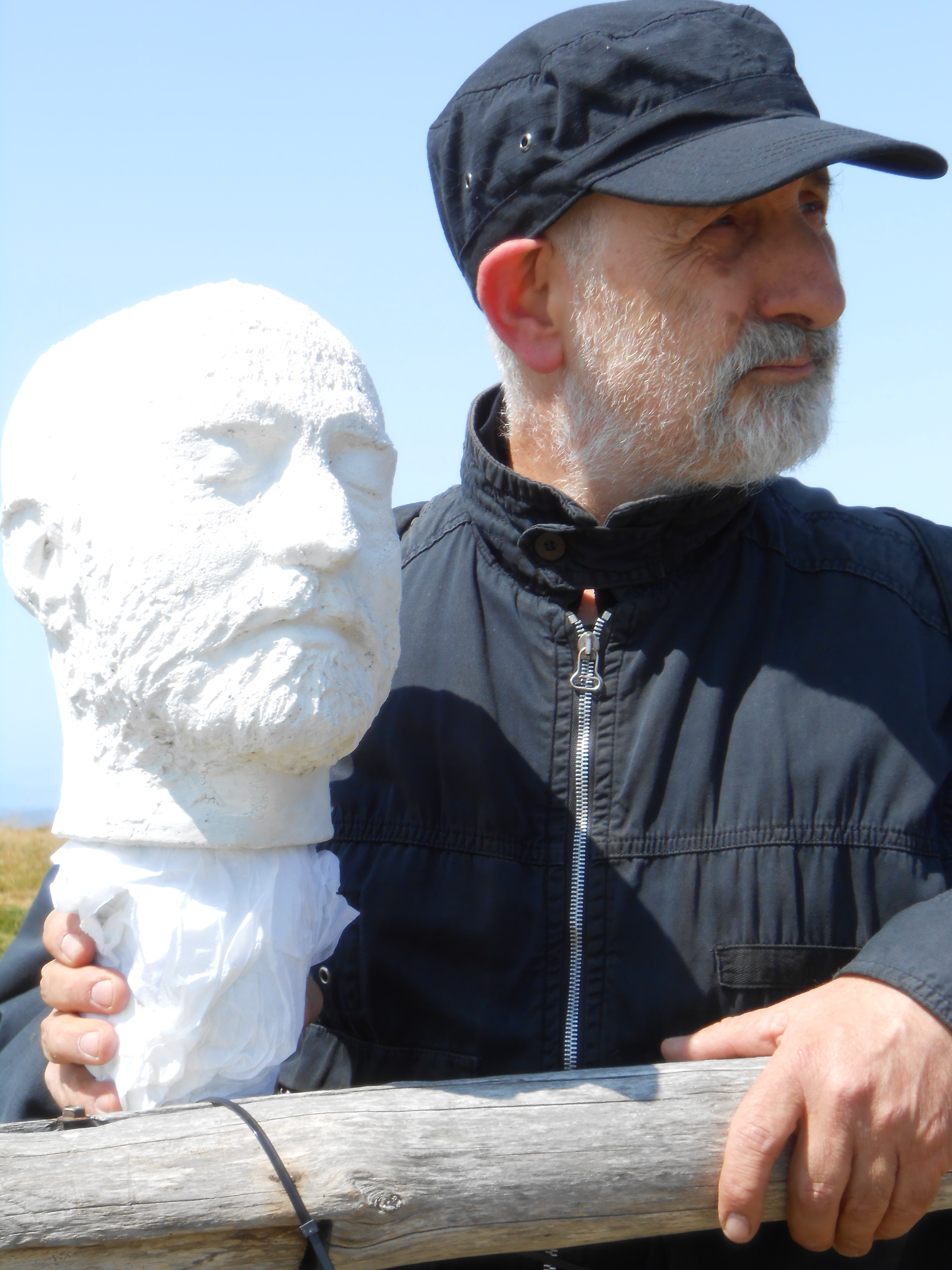
Luca De Silva (Pratomagno, 2012)

Luca De Silva (Firenze, 13 dicembre 1947 – Firenze, 8 agosto 2018) è stato un artista italiano.

## Biografia
Compie gli studi superiori presso l'Istituto d'arte di Firenze e successivamente si diploma all'Accademia di Belle Arti di Firenze.
I suoi primi lavori si rifanno all'astrattismo e allo spazialismo. A partire dalla fine degli anni Settanta accantona la pittura, per rivolgersi ad altre forme d'arte, in particolare performance, installazioni e installazioni  site specific. Un filone della sua produzione è costituito dalla creazione di libri d'artista, che espone in diverse mostre in Italia e all'estero. Svolge anche un'intensa attività di promozione culturale.
Nel 1988, insieme a Roberto Venturi e Mario Daniele, fonda a Firenze la Galleria Container, mentre l'anno successivo è tra i fondatori del gruppo Artmedia Italia. Nel 2006 organizza a Firenze la mostra Il giardino immaginato : arte e progetti per il giardino del Palazzo San Clemente e nel 2009 è l'ideatore del ciclo Archi-té : incontri trasversali, presso la Biblioteca di architettura dell'Università di Firenze, dove ha lavorato da metà degli anni Ottanta al 2014.
Muore l'8 agosto 2018.. Nel 2019 la Biblioteca organizza un incontro ed una mostra in ricordo dell'artista. Nel 2024 gli viene dedicata la mostra LUCA. Linee Universali Curve Archetipi, a cura di Gaetano Malandrino.

## Mostre, installazioni, performance[14](selezione)
- X Quadriennale d'arte. La nuova generazione, Roma, 1975[15]
- A-E-I-O-U, Castello dell'Imperatore, Prato, 1980
- XIII Biennale internazionale, Museo Civico degli Eremitani, Padova, 1981
- XXIX Biennale di Milano, 1984
- Sviluppi dell'oggettualismo in Italia, Galleria Container, Firenze, 1989[16]
- Italianisme, Galleria Le Contemporains, Bruxelles, 1989[17]
- Ultima buscas in Italia, Galleria Diart, Madrid, 1989
- Scultura/Architettura, S. Anna Platz, München, 1990
- Oggettualismo concettuale, Galleria Angels de la Mota, Barcellona, 1990[18]
- Luca de Silva : Tempio nel tempio (auto-ritratto), Pieve vecchia della Madonna, Radicondoli, 1992[19]
- Artmedia Italia, Palazzo Farnese, Ortona (CH), 1994[20]
- Corpo di sogno, Galleria Container, Firenze, 1997
- Passo di nove Rosso/blu, Festival della performance, Limonaia di Villa Strozzi, Firenze,[21]2000
- I ricordi del corpo, Frisa (CH), 2001
- Sul corpo della luna in un mare di consapevolezza, Galleria La Corte, Firenze, 2002[22]
- Pelagia, Museo delle arti contemporanee, Caserta, 2002[23]
- Collettiva, Galleria Le Contemporains, Bruxelles (Belgio), 2003
- Lunatico, Livorno, 2004
- Il canto della sirena, Livorno, 2006
- L'ora del lupo, Teatro Andrea del Sarto, Firenze, 2007
- Tuce du regard, Galerie Utopia, Damme-Sijlese (Belgio), 2008
- Interno/Esterno, Villa Vogel, Firenze, 2008[24]
- Destinazione ignota, Galleria Fuorizona, Macerata, 2011
- La vista dell'albero, AbacoSpace, Kunow (Berlino), 2012[25]
- De Silva : dai piedi alla testa : opere installazioni perfomance : 1968-2013, Palazzo Medici Riccardi, Firenze, 2013[26][27]
- Corpo di sogno, Incontri d'arte, XIII edizione, La Barbagianna, Pontassieve, 2014
- La chiamata del canto, Croce del Pratomagno, Poppi (AR), 2014[28]
- Luca De Silva: Il selvatico sensibile, Orto botanico, Siena, 2015
- Vitamine. Tavolette energetiche, Museo del Novecento, Firenze, 2015[29] (successivamente: Galleria d’Arte Moderna e Contemporanea Lorenzo Viani-GAMC di Viareggio, MART Rovereto, Centro per l’Arte Contemporanea “Luigi Pecci” di Prato)
- LU-DADADE, Officina di arte fotografica e contemporanea “Dada Boom”, Viareggio, 2016
- Al di fuori di me tutto è possibile, Biblioteca San Giorgio, Pistoia, 2017[30]
- Luca De Silva: le forme visibili dei pensieri invisibili, Biblioteca San Giorgio, Pistoia, 2018
- Il fattore-luce, BBS Lombard, Prato, 2018

## Scritti
- Luca De Silva, Mareacion : racconti ingenui di un sognatore incallito, Firenze, Morgana, 2010, ISBN 88-89033-53-3.
- Luca De Silva, Utopie : pensieri appunti riflessioni, 1960-2017, Firenze, Morgana, 2017, ISBN 978-88-89033-87-6.